# Страховое общество ЖАСО
АО «ЖАСО» (Полное наименование — Акционерное общество «Страховое общество ЖАСО») — крупный универсальный федеральный страховщик, входит в Топ 20 страховых компаний по собранной премии (в 2012, 2013 и 2014 годах — 15-е место),,. Относится к категории системообразующих российских страховых компаний.

## Основные сведения
Регистрационный номер компании в реестре — 263, компании выданы лицензии Банка России СЛ № 0263, СИ № 0263, ОС № 0263 - 03, ОС № 0263 - 04, ОС № 0263 - 05, ПС № 0263 от 3 ноября 2015 года на право осуществления страхования и перестрахования. Центральный офис — в Москве.
Основана в 7 мая 1991 года, как организация, предназначенная для страхования собственных рисков МПС СССР.
До начала ликвидации в начале 2016 года после покупки СОГАЗом обладало 54 филиалами и 90 офисами продаж в 65 субъектах РФ.

### Руководство компании
Генеральным директором компании с 28 января 2009 года по 29 декабря 2015 года  являлась бывший заместитель председателя Центробанка Парамонова Татьяна Владимировна.
С 29 декабря 2015 генеральным директором АО «ЖАСО» назначен Кирилл Константинович Бровкович.
Совет директоров (с 18 декабря 2015):
- Ботищев Андрей Игоревич;
- Бровкович Кирилл Константинович;
- Крымова Ольга Борисовна;
- Носов Владимир Михайлович;
- Орлова Татьяна Евгеньевна.

### Сборы и выплаты
Размер собранных страховых премий за 2014 года — 13,024 млрд рублей (пятнадцатое место в России), размер выплат 9,947 млрд рублей (четырнадцатое место в России).

### Рейтинг
В 2015 году рейтинговое агентство «Эксперт РА» подтвердило рейтинг акционерного общества «Страховое общество ЖАСО» на уровне «А++» - «Исключительно высокий уровень надежности».

### Прекращение деятельности
В начале 2016 года начата передача всех договоров страхования и всей клиентской базы в «СОГАЗ». Портфель договоров по ОСАГО полностью передан с 1 июня 2016 года, все права и обязанности по ним стало нести АО «СОГАЗ» . В начале февраля 2017 года ЦБ РФ отозвал у общества  лицензию на осуществление страхования .

## Акционеры компании
В разное время частичными собственниками компании были: МПС СССР, МПС РФ, ОАО "РЖД", ЗПИФ смешанных инвестиций «РВМ Русский Транзит»; ЗПИФ смешанных инвестиций «Магистраль»; ЗАО УК «РВМ Капитал»; ООО «Ренессанс Управление Инвестициями», НПФ "Благосостояние", ПАО «Объединенный Кредитные Системы».
По состоянию на начало 2015 года 100% акций владело дочернее предприятие НПФ "Благосостояние" - ПАО «Объединенный Кредитные Системы» .
В конце декабря 2015 года 24.99% акций приобрела страховая группа «СОГАЗ», одновременно введя в совет директоров четверых своих представителей .
В феврале 2016 года единственным собственником стал «СОГАЗ» и незамедлительно приступил к ликвидации общества.